# Liste der Nummer-eins-Hits in Dänemark (2001)
Dies ist eine Liste der Nummer-eins-Hits in Dänemark im Jahr 2001. Sie basiert auf den offiziellen Album Top-40 und Single Top-20, die im Auftrag von IFPI Danmark erstellt werden. Es gab in diesem Jahr 13 Nummer-eins-Singles und 23 Nummer-eins-Alben.

## Singles
| ← 2000 ← | Liste der Nummer-eins-Hits in Dänemark | Liste der Nummer-eins-Hits in Dänemark | Liste der Nummer-eins-Hits in Dänemark | 2002 → |
| \| Zeitraum \| Wo. ges. \| Interpret \| Titel Autor(en) \| Zusätzliche Informationen \| \| (Zeitraum, Wochen auf Platz eins, Interpret, Titel, Autor[en], zusätzliche Informationen) \| \| \| \| \| \| ----------------------------------------------------------------------------------------- \| -------- \| --------------------------- \| -------------------------------------------------------------------------------------------------------------------------------------------- \| -------------------------------------------------------------------------------------------------------------------------------------------------------------------------------------------------------------------------- \| \| 1. Januar 2001 – 21. Januar 2001 3 Wochen \| 3 \| Eminem feat. Dido \| Stan Dido Armstrong, Paul Philip Herman, Marshall Mathers \| – \| \| 22. Januar 2001 – 25. Februar 2001 5 Wochen (insgesamt 14) \| 14 \| Safri Duo \| Played-A-Live (The Bongo Song) Morten Friis, Uffe Savery, Michael Parsberg \| – \| \| 26. Februar 2001 – 4. März 2001 1 Woche \| 1 \| Rollo & King \| Der står et billede af dig på mit bord Søren Poppe, Stefan Nielsen \| Das Country-Duo gewann mit diesem Titel den Dansk Melodi Grand Prix 2001. Beim Eurovision Song Contest 2001 in Kopenhagen belegten sie mit der englischen Version des Songs Never ever let you go den zweiten Platz. \| \| 5. März 2001 – 11. März 2001 1 Woche \| 1 \| DJ Encore \| I See Right Through Andreas Bang Hemmeth, Engelina Larsen, Michael Parsberg, Jakob Stavnstrup \| – \| \| 12. März 2001 – 22. April 2001 6 Wochen (insgesamt 14) \| 14 \| Safri Duo \| Played-A-Live (The Bongo Song) Morten Friis, Uffe Savery, Michael Parsberg \| – \| \| 23. April 2001 – 29. April 2001 1 Woche \| 1 \| Kræftens Bekæmpelse \| Baren \| Die Mitglieder der TV-Show Baren hatten diese Benefiz-Single für die dänische Krebshilfeorganisation Kræftens Bekæmpelse aufgenommen und damit in einer Woche 250.000 Kronen (für 5.000 verkaufte Singles) eingenommen.[1] \| \| 30. April 2001 – 6. Mai 2001 1 Woche \| 1 \| Depeche Mode \| Dream On Martin Lee Gore \| – \| \| 7. Mai 2001 – 27. Mai 2001 3 Wochen \| 3 \| Crazy Town \| Butterfly Seth Brooks Binzer, Bret H. Mazur, Doug Miller, Michael Peter Balzary, Anthony Kiedis, Chad Gaylord Smith, John Anthony Frusciante \| – \| \| 28. Mai 2001 – 26. August 2001 13 Wochen (insgesamt 15) \| 15 \| Christian \| Du kan gøre hvad du vil Musik: Patrik Isaksson; Text: Christian Brøns \| Christian Brøns verdankt seine Bekanntheit der Teilnahme an der ersten Staffel von Big Brother Danmark. \| \| 27. August 2001 – 2. September 2001 1 Woche \| 1 \| Dante Thomas \| Miss California Rasheem Sharrief Pugh, Vada J. Nobles \| – \| \| 3. September 2001 – 16. September 2001 2 Wochen (insgesamt 15) \| 15 \| Christian \| Du kan gøre hvad du vil Musik: Patrik Isaksson; Text: Christian Brøns \| – \| \| 17. September 2001 – 23. September 2001 1 Woche \| 1 \| Uncle Kracker \| Follow Me Matthew L. Shafer, Michael Bradford \| – \| \| 24. September 2001 – 14. Oktober 2001 3 Wochen \| 3 \| Kylie Minogue \| Can’t Get You Out of My Head Cathy Dennis, Robert Berkeley Davis \| – \| \| 15. Oktober 2001 – 28. Oktober 2001 2 Wochen \| 2 \| Christian & Patrik Isaksson \| Tilbage hvor vi var Christian Brøns, Patrik Isaksson \| – \| \| 29. Oktober 2001 – 3. Januar 2002 9 Wochen \| 9 \| Eye Q \| I Want What She’s Got Jodie Wilson, Mark Mueller, Steve Lee \| Die Debut-Single der Popstars-Band. \| |                                        |                                        | | |
| ← 2000 |                                        |                                        | | → 2002 → |
| Zeitraum | Wo. ges.                               | Interpret                              | Titel Autor(en) | Zusätzliche Informationen |
| (Zeitraum, Wochen auf Platz eins, Interpret, Titel, Autor[en], zusätzliche Informationen) |                                        |                                        | | |
| 1. Januar 2001 – 21. Januar 2001 3 Wochen | 3                                      | Eminem feat. Dido                      | Stan Dido Armstrong, Paul Philip Herman, Marshall Mathers                                                                                    | – |
| 22. Januar 2001 – 25. Februar 2001 5 Wochen (insgesamt 14) | 14                                     | Safri Duo                              | Played-A-Live (The Bongo Song) Morten Friis, Uffe Savery, Michael Parsberg                                                                   | – |
| 26. Februar 2001 – 4. März 2001 1 Woche | 1                                      | Rollo & King                           | Der står et billede af dig på mit bord Søren Poppe, Stefan Nielsen                                                                           | Das Country-Duo gewann mit diesem Titel den Dansk Melodi Grand Prix 2001. Beim Eurovision Song Contest 2001 in Kopenhagen belegten sie mit der englischen Version des Songs Never ever let you go den zweiten Platz.    |
| 5. März 2001 – 11. März 2001 1 Woche | 1                                      | DJ Encore                              | I See Right Through Andreas Bang Hemmeth, Engelina Larsen, Michael Parsberg, Jakob Stavnstrup                                                | – |
| 12. März 2001 – 22. April 2001 6 Wochen (insgesamt 14) | 14                                     | Safri Duo                              | Played-A-Live (The Bongo Song) Morten Friis, Uffe Savery, Michael Parsberg                                                                   | – |
| 23. April 2001 – 29. April 2001 1 Woche | 1                                      | Kræftens Bekæmpelse                    | Baren | Die Mitglieder der TV-Show Baren hatten diese Benefiz-Single für die dänische Krebshilfeorganisation Kræftens Bekæmpelse aufgenommen und damit in einer Woche 250.000 Kronen (für 5.000 verkaufte Singles) eingenommen. |
| 30. April 2001 – 6. Mai 2001 1 Woche | 1                                      | Depeche Mode                           | Dream On Martin Lee Gore | – |
| 7. Mai 2001 – 27. Mai 2001 3 Wochen | 3                                      | Crazy Town                             | Butterfly Seth Brooks Binzer, Bret H. Mazur, Doug Miller, Michael Peter Balzary, Anthony Kiedis, Chad Gaylord Smith, John Anthony Frusciante | – |
| 28. Mai 2001 – 26. August 2001 13 Wochen (insgesamt 15) | 15                                     | Christian                              | Du kan gøre hvad du vil Musik: Patrik Isaksson; Text: Christian Brøns                                                                        | Christian Brøns verdankt seine Bekanntheit der Teilnahme an der ersten Staffel von Big Brother Danmark. |
| 27. August 2001 – 2. September 2001 1 Woche | 1                                      | Dante Thomas                           | Miss California Rasheem Sharrief Pugh, Vada J. Nobles                                                                                        | – |
| 3. September 2001 – 16. September 2001 2 Wochen (insgesamt 15) | 15                                     | Christian                              | Du kan gøre hvad du vil Musik: Patrik Isaksson; Text: Christian Brøns                                                                        | – |
| 17. September 2001 – 23. September 2001 1 Woche | 1                                      | Uncle Kracker                          | Follow Me Matthew L. Shafer, Michael Bradford                                                                                                | – |
| 24. September 2001 – 14. Oktober 2001 3 Wochen | 3                                      | Kylie Minogue                          | Can’t Get You Out of My Head Cathy Dennis, Robert Berkeley Davis                                                                             | – |
| 15. Oktober 2001 – 28. Oktober 2001 2 Wochen | 2                                      | Christian & Patrik Isaksson            | Tilbage hvor vi var Christian Brøns, Patrik Isaksson                                                                                         | – |
| 29. Oktober 2001 – 3. Januar 2002 9 Wochen | 9                                      | Eye Q                                  | I Want What She’s Got Jodie Wilson, Mark Mueller, Steve Lee                                                                                  | Die Debut-Single der Popstars-Band. |

## Alben
| ← 2000 ← | Liste der Nummer-eins-Hits in Dänemark | Liste der Nummer-eins-Hits in Dänemark | Liste der Nummer-eins-Hits in Dänemark | 2002 → |
| \| Zeitraum \| Wo. ges. \| Interpret \| Titel \| Zusätzliche Informationen \| \| (Zeitraum, Wochen auf Platz eins, Interpret, Titel, zusätzliche Informationen) \| \| \| \| \| \| ------------------------------------------------------------------------------ \| -------- \| -------------------------- \| ---------------------------- \| ----------------------------------------------------------------------------------------------------------------- \| \| 1. Januar 2001 – 7. Januar 2001 1 Woche (insgesamt 4) \| 4 \| Eminem \| The Marshall Mathers LP \| – \| \| 8. Januar 2001 – 14. Januar 2001 1 Woche (insgesamt 2) \| 2 \| Erann DD \| Still Believing \| – \| \| 15. Januar 2001 – 4. Februar 2001 3 Wochen (insgesamt 4) \| 4 \| Eminem \| The Marshall Mathers LP \| – \| \| 5. Februar 2001 – 25. Februar 2001 3 Wochen \| 3 \| TV-2 \| Amerika \| – \| \| 26. Februar 2001 – 4. März 2001 1 Woche \| 1 \| (Verschiedene Interpreten) \| Dansk Melodi Grand Prix 2001 \| – \| \| 5. März 2001 – 11. März 2001 1 Woche (insgesamt 4) \| 4 \| Lars Lilholt \| Gloria \| – \| \| 12. März 2001 – 8. März 2001 51 Wochen (insgesamt 2) \| 2 \| Erann DD \| Still Believing \| – \| \| 19. März 2001 – 8. April 2001 3 Wochen (insgesamt 4) \| 4 \| Lars Lilholt \| Gloria \| – \| \| 9. April 2001 – 15. April 2001 1 Woche \| 1 \| Sort Sol \| Snakecharmer \| – \| \| 16. April 2001 – 22. April 2001 1 Woche \| 1 \| Elvis Presley \| Greatest Hits \| – \| \| 23. April 2001 – 13. Mai 2001 3 Wochen \| 3 \| (Verschiedene Interpreten) \| M:G:P 2001 \| – \| \| 14. Mai 2001 – 27. Mai 2001 2 Wochen \| 2 \| (Verschiedene Interpreten) \| Eurovision Song Contest 2001 \| Nach dem Sieg der Olsen Brothers im Vorjahr wurde Kopenhagen der Austragungsort des Eurovision Song Contest 2001. \| \| 28. Mai 2001 – 3. Juni 2001 1 Woche \| 1 \| Creed \| Human Clay \| – \| \| 4. Juni 2001 – 5. August 2001 9 Wochen \| 9 \| Safri Duo \| Episode II \| – \| \| 6. August 2001 – 2. September 2001 4 Wochen (insgesamt 5) \| 5 \| (Soundtrack) \| Bridget Jones’s Diary \| – \| \| 3. September 2001 – 9. September 2001 1 Woche \| 1 \| Björk \| Vespertine \| – \| \| 10. September 2001 – 16. September 2001 1 Woche (insgesamt 5) \| 5 \| (Soundtrack) \| Bridget Jones’s Diary \| – \| \| 17. September 2001 – 23. September 2001 1 Woche \| 1 \| Bob Dylan \| “Love and Theft” \| – \| \| 24. September 2001 – 30. September 2001 1 Woche \| 1 \| Macy Gray \| The ID \| – \| \| 1. Oktober 2001 – 7. Oktober 2001 1 Woche \| 1 \| Cowgirls \| Girls Night Out \| – \| \| 8. Oktober 2001 – 14. Oktober 2001 1 Woche (insgesamt 2) \| 2 \| Bamse \| Always on My Mind \| – \| \| 15. Oktober 2001 – 21. Oktober 2001 1 Woche \| 1 \| Leonard Cohen \| The New Songs \| – \| \| 22. Oktober 2001 – 28. Oktober 2001 1 Woche (insgesamt 2) \| 2 \| Bamse \| Always on My Mind \| – \| \| 29. Oktober 2001 – 4. November 2001 1 Woche \| 1 \| Thomas Helmig \| IsItYouIsItMe \| – \| \| 5. November 2001 – 11. November 2001 1 Woche \| 1 \| Michael Jackson \| Invincible \| – \| \| 12. November 2001 – 18. November 2001 1 Woche \| 1 \| Christian \| Du kan gøre hvad du vil \| – \| \| 19. November 2001 – 2. Dezember 2001 2 Wochen \| 2 \| Eye Q \| Let It Spin \| – \| \| 3. Dezember 2001 – 10. Januar 2002 5 Wochen (insgesamt 6) \| 6 \| Kim Larsen & Kjukken \| Sange fra glemmebogen \| – \| |                                        |                                        |                                        | |
| ← 2000 |                                        |                                        |                                        | → 2002 → |
| Zeitraum | Wo. ges.                               | Interpret                              | Titel                                  | Zusätzliche Informationen                                                                                         |
| (Zeitraum, Wochen auf Platz eins, Interpret, Titel, zusätzliche Informationen) |                                        |                                        |                                        | |
| 1. Januar 2001 – 7. Januar 2001 1 Woche (insgesamt 4) | 4                                      | Eminem                                 | The Marshall Mathers LP                | – |
| 8. Januar 2001 – 14. Januar 2001 1 Woche (insgesamt 2) | 2                                      | Erann DD                               | Still Believing                        | – |
| 15. Januar 2001 – 4. Februar 2001 3 Wochen (insgesamt 4) | 4                                      | Eminem                                 | The Marshall Mathers LP                | – |
| 5. Februar 2001 – 25. Februar 2001 3 Wochen | 3                                      | TV-2                                   | Amerika                                | – |
| 26. Februar 2001 – 4. März 2001 1 Woche | 1                                      | (Verschiedene Interpreten)             | Dansk Melodi Grand Prix 2001           | – |
| 5. März 2001 – 11. März 2001 1 Woche (insgesamt 4) | 4                                      | Lars Lilholt                           | Gloria                                 | – |
| 12. März 2001 – 8. März 2001 51 Wochen (insgesamt 2) | 2                                      | Erann DD                               | Still Believing                        | – |
| 19. März 2001 – 8. April 2001 3 Wochen (insgesamt 4) | 4                                      | Lars Lilholt                           | Gloria                                 | – |
| 9. April 2001 – 15. April 2001 1 Woche | 1                                      | Sort Sol                               | Snakecharmer                           | – |
| 16. April 2001 – 22. April 2001 1 Woche | 1                                      | Elvis Presley                          | Greatest Hits                          | – |
| 23. April 2001 – 13. Mai 2001 3 Wochen | 3                                      | (Verschiedene Interpreten)             | M:G:P 2001                             | – |
| 14. Mai 2001 – 27. Mai 2001 2 Wochen | 2                                      | (Verschiedene Interpreten)             | Eurovision Song Contest 2001           | Nach dem Sieg der Olsen Brothers im Vorjahr wurde Kopenhagen der Austragungsort des Eurovision Song Contest 2001. |
| 28. Mai 2001 – 3. Juni 2001 1 Woche | 1                                      | Creed                                  | Human Clay                             | – |
| 4. Juni 2001 – 5. August 2001 9 Wochen | 9                                      | Safri Duo                              | Episode II                             | – |
| 6. August 2001 – 2. September 2001 4 Wochen (insgesamt 5) | 5                                      | (Soundtrack)                           | Bridget Jones’s Diary                  | – |
| 3. September 2001 – 9. September 2001 1 Woche | 1                                      | Björk                                  | Vespertine                             | – |
| 10. September 2001 – 16. September 2001 1 Woche (insgesamt 5) | 5                                      | (Soundtrack)                           | Bridget Jones’s Diary                  | – |
| 17. September 2001 – 23. September 2001 1 Woche | 1                                      | Bob Dylan                              | “Love and Theft”                       | – |
| 24. September 2001 – 30. September 2001 1 Woche | 1                                      | Macy Gray                              | The ID                                 | – |
| 1. Oktober 2001 – 7. Oktober 2001 1 Woche | 1                                      | Cowgirls                               | Girls Night Out                        | – |
| 8. Oktober 2001 – 14. Oktober 2001 1 Woche (insgesamt 2) | 2                                      | Bamse                                  | Always on My Mind                      | – |
| 15. Oktober 2001 – 21. Oktober 2001 1 Woche | 1                                      | Leonard Cohen                          | The New Songs                          | – |
| 22. Oktober 2001 – 28. Oktober 2001 1 Woche (insgesamt 2) | 2                                      | Bamse                                  | Always on My Mind                      | – |
| 29. Oktober 2001 – 4. November 2001 1 Woche | 1                                      | Thomas Helmig                          | IsItYouIsItMe                          | – |
| 5. November 2001 – 11. November 2001 1 Woche | 1                                      | Michael Jackson                        | Invincible                             | – |
| 12. November 2001 – 18. November 2001 1 Woche | 1                                      | Christian                              | Du kan gøre hvad du vil                | – |
| 19. November 2001 – 2. Dezember 2001 2 Wochen | 2                                      | Eye Q                                  | Let It Spin                            | – |
| 3. Dezember 2001 – 10. Januar 2002 5 Wochen (insgesamt 6) | 6                                      | Kim Larsen & Kjukken                   | Sange fra glemmebogen                  | – |